# Alber János
Alber Nepomuk János (Mosonmagyaróvár, 1753. július 7. – Pest, 1830. június 21.) római katolikus pap, piarista szerzetes, egyetemi tanár, teológus.

## Élete
Elemi iskolai tanulmányai után 1769-ben a piarista rendbe lépett és 1776-ban szentelték pappá. Gimnáziumokban tanított felváltva Veszprémben, Szegeden, Nyitrán és Pesten. Később a rend növendékeinek Nyitrán keleti nyelveket és egyháztörténetet tanított. 1794–1805-ig a kalocsai papnevelő-intézetben a keleti nyelvek mellett a bibliát magyarázta. 1805-ben a pesti királyi egyetemhez ugyanazon tantárgyak nyilvános rendes tanárává nevezték ki, és mint ilyen 1807-ben a hittani kar seniora, 1809-ben dékánja lett. Még ebben az évben a rend  a tartományi főnök mellé segédül választotta. Ötvenegy éves tanárkodás után 1830-ban nyugdíjazták.

## Munkái
- Cogitationes philosophicae de immediato corporum contactu, theoriam Jos. Rogerii Bossovichii respicientes. Viennae, 1782
- Institutiones historiae ecclesiasticae a nato Christo usque 1790. Colocae, 1793. Két rész 4 kötetben (2. bőv. kiadása. Eger, 1825. Öt kötetben.)
- Oratio in instauratione coetus Mariani in gymnasio Colocensi apud scholas pias habita, ad diem XV. augusti 1795. Colocae, 1795
- Institutiones sacrae scripturae per omnes vet. ac nov. foed. libros. Specimen. Pestini. 1800
- Interpretatio sacrae scripturae per omnes veteris et novi testamenti libros. Uo. 1800–05. 17 kötet
- Institutiones linguae hebraicae. Uo. 1806 (2. kiadás Buda, 1826)
- Institutiones hermeneuticae scripturae sacrae veteris testamenti. Uo. 1807. 3 kötet (2. kiadás 1817. 3. kiadás 1827)
- Institutiones hermeneuticae scripturae sacrae novi testamenti. Pestini, 1817. 3 kötet (Ism. Tud. Gyűjt. 1818. II. 95. 1819. IV. 101. 2. kiadás. Uo. 1831)
- Dissertationes in selecta argumenta historiae ecclesiasticae. Uo. 1820, két kötet
- Epitome institutionum historiae ecclesiasticae. Budae, 1826

Kéziratban hagyta az egész szentírás magyarázatát újra átdolgozva.